# Söðulhnjúkur
Söðulhnjúkur är en bergstopp i republiken Island. Den ligger i regionen Austurland, 400 km öster om huvudstaden Reykjavík. Toppen på Söðulhnjúkur är 688 meter över havet.
Trakten runt Söðulhnjúkur är nära nog obefolkad, med mindre än två invånare per kvadratkilometer. Närmaste större samhälle är Reyðarfjörður, omkring 14 kilometer nordväst om Söðulhnjúkur.